# Kalayaan (asociación caritativa)
Kalayaan es una caridad del Reino Unido que trabaja con y para apoya a trabajadores migrantes domésticos en el Reino Unido. La palabra “kalayaan” significa “libertad” en tagalo, con más de 200.000 filipinos trabajando en el Reino Unido como trabajadores domésticos.
Kalayaan ganó el 2006 Centre for Social Justice Awards.
El 28 de junio de 2008 se dio un paso importante para los derechos de este grupo de trabajadores particularmente vulnerable. Como respuesta a la presión de los trabajadores migrantes domésticos, Kalayaan y otras organizaciones de derechos humanos, junto con los sindicatos, el gobierno del Reino Unido se comprometió a continuar protegiendo a los trabajadores migrantes domésticos en el Reino Unido y retiró sus planes de remover la visa de los trabajadores domésticos, y con ella varios de los derechos de este grupo de trabajadores. 